# Pusiola sordidula
Pusiola sordidula là một loài bướm đêm thuộc phân họ Arctiinae, họ Erebidae.